# Сен-Жан-де-Мон (кантон)
Сен-Жан-де-Мон (фр. Saint-Jean-de-Monts) — кантон во Франции, находится в регионе Пеи-де-ла-Луар, департамент Вандея. Входит в состав округа Ле-Сабль-д'Олон.

## История
Кантон Сен-Жан-де-Мон был создан в 1790 году и его состав несколько раз менялся. Современный кантон Сен-Жан-де-Мон образован в результате реформы 2015 года. В его состав вошли коммуны упраздненных кантонов Бовуар-сюр-Мер и Нуармутье-ан-л’Иль.

## Состав кантона с 22 марта 2015 года
В состав кантона входят коммуны (население по данным Национального института статистики за 2019 г.):
- Барбатр (1 723 чел.)
- Бовуар-сюр-Мер (3 880 чел.)
- Буэн (2 156 чел.)
- Л’Эпин (1 633 чел.)
- Ла-Гериньер (1 320 чел.)
- Ле-Бар-де-Мон (2 179 чел.)
- Ле-Перье (2 056 чел.)
- Нотр-Дам-де-Мон (1 149 чел.)
- Нотр-Дам-де-Рье (2 156 чел.)
- Нуармутье-ан-л’Иль (4 550 чел.)
- Сен-Жан-де-Мон (8 696 чел.)
- Сен-Жерве (2 697 чел.)
- Сент-Юрбен (1 879 чел.)
- Суллан (4 259 чел.)

## Политика
На президентских выборах 2022 г. жители кантона отдали в 1-м туре Эмманюэлю Макрону 32,7 % голосов против 26,8 % у Марин Ле Пен и 13,1 % у Жана-Люка Меланшона; во 2-м туре в кантоне победил Макрон, получивший 56,1 % голосов. (2017 год. 1 тур: Франсуа Фийон – 28,3 %, Марин Ле Пен – 22,6 %, Эмманюэль Макрон – 21,6 %, Жан-Люк Меланшон – 14,1 %; 2 тур: Макрон – 61,9 %).
С 2021 года кантон в Совете департамента Вандея представляют член совета коммуны Сен-Жан-де-Мон Амели Ривьер (Amélie Rivière) и бывший мэр коммуны Нуармутье-ан-л’Иль Ноэль Фоше (Noël Faucher) (оба – Разные правые).
|                | Кандидаты                       | Партия                   | Первый тур | Первый тур     | Второй тур | Второй тур |
| Кол-во голосов | Кандидаты                       | Партия                   | % голосов  | Кол-во голосов | % голосов  |            |
| -------------- | ------------------------------- | ------------------------ | ---------- | -------------- | ---------- | ---------- |
|                | Амели Ривьер Ноэль Фоше         | Разные правые            | 3 288      | 28,41          | 5 416      | 51,74      |
|                | Луи Жибье Мартин Ори            | Разные правые            | 2 869      | 24,79          | 5 052      | 48,26      |
|                | Эрик Мовуазен-Делаво Корин Фийе | Национальное объединение | 2 292      | 19,80          |            |            |
|                | Виржини Бертран Фабьен Габори   | Левоцентристский блок    | 1 774      | 15,33          |            |            |
|                | Франсуаза Бессон Лоран Мео      | Левый блок – Зелёные     | 1 352      | 11,68          |            |            |

|                | Кандидаты                          | Партия             | Первый тур | Первый тур     | Второй тур | Второй тур |
| Кол-во голосов | Кандидаты                          | Партия             | % голосов  | Кол-во голосов | % голосов  |            |
| -------------- | ---------------------------------- | ------------------ | ---------- | -------------- | ---------- | ---------- |
|                | Мартин Ори Ноэль Фоше              | Правый блок        | 5 193      | 30,81          | 10 302     | 66,87      |
|                | Жаки Камю Мелинда Кантен           | Национальный фронт | 4 207      | 24,96          | 5 104      | 33,13      |
|                | Виржини Бишон-Бернар Рауль Гронден | Разные правые      | 4 206      | 24,96          |            |            |
|                | Кристиана Л’Эрондель Брюно Леруа   | Разные левые       | 1 770      | 10,50          |            |            |
|                | Селин де Фавери Даниэль Скьяндра   | Левый фронт        | 1 477      | 8,76           |            |            |